# Elatine hexandra
Elatine hexandra es una planta de la familia de las elatináceas.

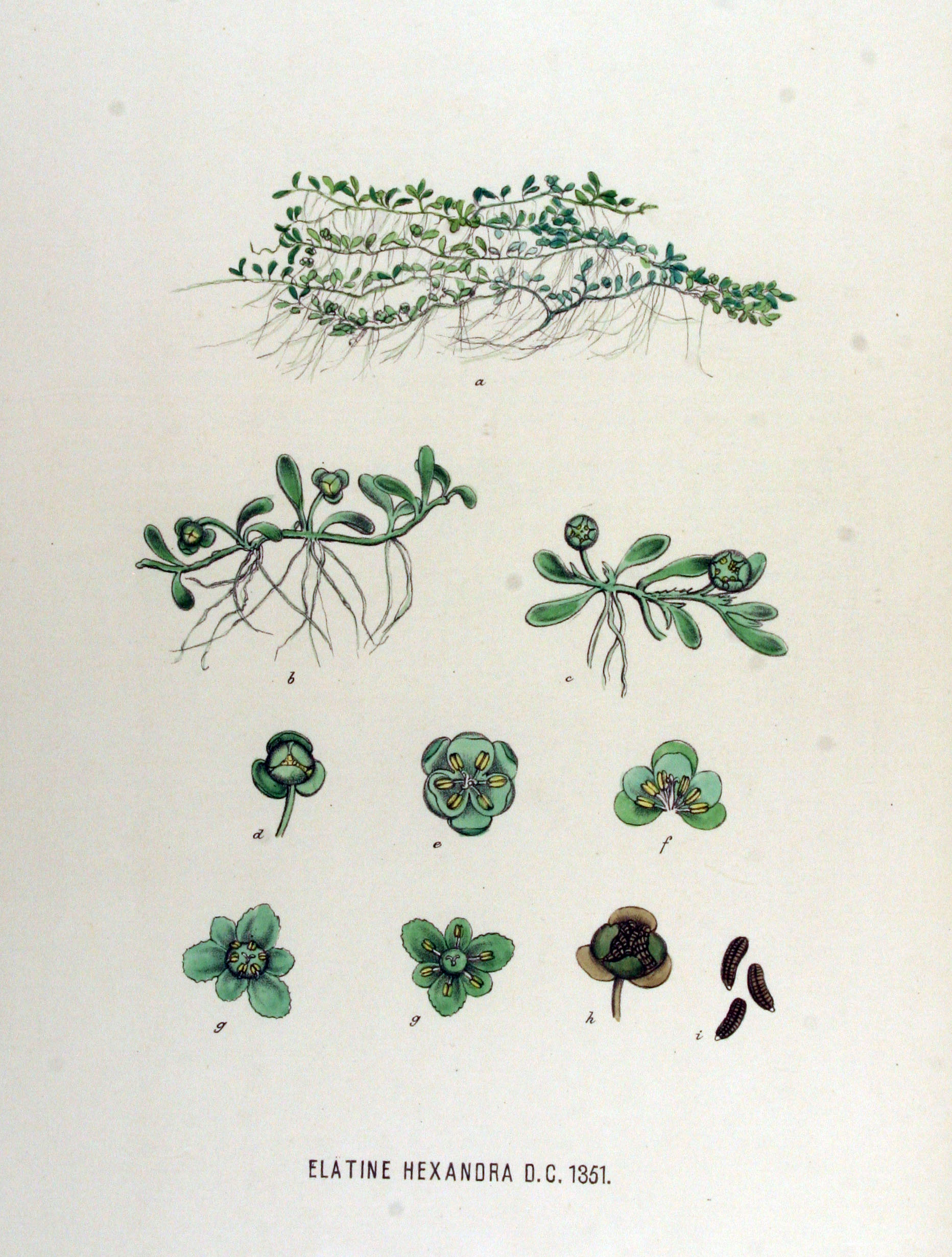
Ilustración en Flora Batava

## Descripción
Planta perenne, anual o de corta vida con tallos de 2-20 cm, flotantes o reptantes de hojas opuestas, oblongo-elípticas, estrechadas en pecíolo corto. Flores trímeras, axilares, solitarias; pedicelo de 0,5-5 (-9) mm; 3 pétalos, blancos con venas rosas, más largos que los 3 sépalos. 6 estambres; 3 carpelos.  Cápsula tricarpelar, subglobosa, ligeramente deprimida en la parte superior. Semillas ligeramente curvadas. Tiene un cromosoma de 2n = 72. Florece en junio.

## Hábitat
Lagos, charcas, acequias, playas arenosas.

## Distribución
Bélgica, Gran Bretaña, Dinamarca, Irlanda, Holanda, Noruega, Suecia, Austria, República Checa, Eslovaquia, Suiza, España, Hungría, Italia, antigua Yugoslavia, Portugal, Polonia y Rumanía.

## Taxonomía
Elatine hexandra fue descrita por (Lapierre) DC.  y publicado en Fl. Franc. (DC. & Lamarck), ed. 3. 5: 609. 1805
Etimología
Elatine: nombre genérico que deriva de un antiguo nombre griego por alguna planta rastrera baja (?) Umberto Quattrocchi dice de los orígenes de este nombre: "De elatine ( elate 'el pino, el abeto, barco, Abies , ' elatinos 'del pino o abeto, de pino o abeto'), antiguo nombre griego utilizado por Dioscórides y Plinio el Viejo.
hexandra: epíteto latíno que significa "con 6 estambres"
Sinonimia
- Elatine paludosa Seub.
- Elatine tripetala Sm.
- Hydropiper hexandrum Fourr.
- Hydropiper majus Fourr.
- Potamopitys hexandra Kuntze
- Tillaea hexandra Lapierre[5]